# 2025.
◄ | 20. stoljeće | 21. stoljeće | 22. stoljeće | ►
◄ | 1990-ih | 2000-ih | 2010-ih | 2020-ih | 2030-ih | 2040-ih | 2050-ih | ►
◄◄ | ◄ | 2022. | 2023. | 2024. | 2025. | 2026. | 2027. | 2028. | ► | ►►
Arhitektura • Astronautika • Astronomija • Biologija • Film • Fotografija • Glazba • Kazalište • Kemija • Kiparstvo • Knjige • Književnost • Kršćanstvo • Meteorologija • Medicina • Planinarstvo • Politika • Pravo • Promet • Slikarstvo • Strip • Šport • Televizija • Znanost • Zrakoplovstvo • Željeznički promet
2025. (rim. MMXXV) je 24. godina 21. stoljeća.
Na inicijativu Matice hrvatske i Družbe „Braća Hrvatskoga Zmaja” Hrvatski sabor proglasio ju je Godinom obilježavanja 1100. obljetnice Hrvatskoga Kraljevstva.
U Katoličkoj Crkvi obilježava se Jubilejska godina (Godina nade).

## Događaji

### Siječanj
- 7. siječnja: 
  - potres na Tibetu
  - požari u Los Angelesu
- 12. siječnja – Zoran Milanović ponovno izabran za hrvatskoga predsjednika u drugom krugu izbora.
- 20. siječnja – Predsjednička inauguracija Donalda Trumpa.
- 24. siječnja:
  - U Hrvatskoj je održan bojkot trgovina izazvan visokim cijenama i inflacijom.[2]
  - U Srbiji održan opći štrajk protiv vlade srbijanskog predsjednika Aleksandra Vučića.[3]
  - U Slovačkoj održan prosvjed protiv »proruske politike« slovačkog premijera Roberta Fica.[4]

### Veljača
- 1. veljače – U sklopu samostana Pohoda Marijina uz kapelu Corpus Domini na Trešnjevci u Zagrebu otvoren je prvi Prozor života u suvremenoj Hrvatskoj.
- 2. veljače – Hrvatska rukometna reprezentacija porazom od Danske rezultatom 26:32 u finalu svjetskoga prvenstva osvojila srebrno odličje.[5]
- 3. veljače – U Zagrebu održan doček hrvatskim rukometašima nakon osvojenog drugog mjesta na Svjetskom rukometnom prvenstvu 2025.[6]
- 13. veljače – Sjedinjene demokratske snage (ADF) ubile sedamdesetero kršćana u Maybi (DR Kongo) odrubljivanjem glave.[7]
- 18. veljače – Na Pantovčaku je održana inauguracija predsjednika RH Zorana Milanovića.[8]
- 23. veljače
  - Održani su Njemački savezni izbori.
  - Američka skijašica Mikaela Shiffrin postigla je rekordnu 100. pobjedu u Svjetskom skijaškom kupu.
- 27. veljače – 2. ožujka - Dora 2025.
- 28. veljače – U Bijeloj kući održan bilateralni sastanak ukrajinskog predsjednika Volodimira Zelenskog i američkog predsjednika Donalda Trumpa. Nakon nesuglasice dviju strana u Ovalnom uredu posjet je naglo prekinut.[9][10][11]

### Ožujak
- 2. ožujka – U Londonu održan summit čelnika Europske unije, Ukrajine i Kanade posvećen jačanju vojne i humanitarne potpore Ukrajini i mogućim mirovnim pregovorima.[12]
- 14. ožujka – Donesena odluka o proglašenju Nacionalnog dana psihologa u Hrvatskoj, 14. ožujka.[13]
- 16. ožujka – U požaru u noćnom klubu u Kočanima u Sjevernoj Makedoniji oko 59 ljudi je umrlo, a 155 ozlijeđeno.[14]
- 28. ožujka – Potres u Mjanmaru 2025. magnitude 7,7 pogodio je pokrajinu Sagaing u Mianmaru, s epicentrom u blizini Mandalaya.

### Travanj
- 2. travnja – Američki predsjednik Donald Trump objavio je sveobuhvatne trgovinske carine za desetke država, uključujući osnovnu carinu od 10 % za sav uvoz.
- 8. travnja – Tijekom koncerta Rubbyja Péreza u Santo Domingu u Dominikanskoj Republici, srušio se krov noćnog kluba, usmrtivši najmanje 225 ljudi, uključujući Péreza, i ozlijedivši više od 189 drugih.
- 13. travnja – U dvama napadima islamskih fulanista na selo Zikke u Nigeriji na Cvjetnicu ubijen 51 kršćanin.[15]
- 23. travnja – Započeo je Indijsko-pakistanski sukob u vezi Kašmira.
- 26. travnja – Prije sprovoda pape Franje u bazilici sv. Petra sastali se američki predsjednik Donald Trump, ukrajinski predsjednik Volodimir Zelenski, britanski premijer Keir Starmer i francuski predsjednik Emmanuel Macron kako bi nastavili pregovore povodom završetka rata u Ukrajini.[16][17][18]

### Svibanj
- 3. svibnja – Hrvatski intervencijski kardiolog Josip Anđelo Borovac postao je prvi europski dobitnik nagrade „Mladi intervencijski kardiolog” Društva za kardiovaskularnu angiografiju i intervencije.[19]
- 7. svibnja – Indija napala Pakistan raketnim udarima u sklopu Indijsko-pakistanskoga sukoba.[20]
- 8. svibnja – U Vatikanu je u kardinalskoj konklavi za papu izabran američki kardinal Robert Francis Prevost koji je izabrao ime Lav XIV.[21]
- 18. svibnja
  - Misa ustoličenja pape Lava XIV. u Vatikanu.
  - Prvi krug hrvatskih lokalnih izbora.
- 28. svibnja – Poplava potopila nigerijski grad Mokwu, s više od 200 poginulih.
- 31. svibnja
  - Paris Saint-Germain u drugom finalu UEFA-ine Lige prvaka porazio je milanski Inter (5:0) i prvi put postao prvakom tog natjecanja.[22]
  - Josep-Lluís Serrano Pentinat prisegnuo za sukneza Andore.

### Lipanj
- 1. lipnja
  - Drugi krug hrvatskih lokalnih izbora.
  - Karol Nawrocki izabran za poljskog predsjednika.
- 3. lipnja
  - Lee Jae-myung izabran za južnokorejskog predsjednika.
  - Izraelska vojska ubila najmanje 27 palestinskih civila u napadu na južni dio pojasa Gaze.[23]
- 9. lipnja – U Italiji održani referendumi o imigraciji i radnom zakonodavstvu.[24]
- 10. lipnja – Masovna pucnjava u školi BORG Dreierschützengasse u Grazu s jedanaest žrtava, uključujući napadača.[25]
- 12. lipnja – Boeing 787 Dreamliner Air Indie s 230 putnika i 12 članova posade srušio se u Ahmedabadu.[26]
- 13. lipnja – Izraelski napadi na Iran u lipnju 2025. i iranski napadi na Izrael u lipnju 2025. kao dio Iransko-izraelskog rata.
- 17. lipnja – Izraelski tenkovi ubili najmanje 59 i ranili oko 220 ljudi u Gazi.[27]
- 20. lipnja – U Svetoj Nedelji otkrivene dvije masovne grobnice s 49 tijela muškaraca ubijenih nakon Drugoga svjetskog rata.[28]
- 22. lipnja – Američki udar na iranska nuklearna postrojenja.
- 23. lipnja
  - Najmanje 25 osoba ubijeno je u samoubilačkom bombaškom napadu na crkvu u Damasku.[29]
  - Kirsty Coventry započela je dužnost predsjednice Međunarodnog olimpijskog odbora i prva je žena, prva osoba iz Zimbabvea i prva Afrikanka na toj poziciji.[30]
- Više od 1500 ozljeđenih na festivalu Fête de la Musique u Parizu. Uhićeno dvanaestero sumnjivaca.[31]
- 27. lipnja – Posveta hrvatskog naroda Presvetom Srcu Isusovu.
- 29. lipnja – Bruno Idžan postao je prvi hrvatski hokejaš na ledu koji je izabran na NHL draftu. Odabrali su ga Ottawa Senatorsi.

### Srpanj
- 2. srpnja – Praizvedba oratorija Anno Domini 925. Kralj Tomislav hrvatskog skladatelja Mateja Meštrovića posvećenoga 1100. obljetnici Hrvatskog Kraljevstva na zagrebačkom Trgu kralja Tomislava u sklopu završne večeri festivala Zagreb Classic.
- 5. srpnja – Održan koncert Marka Perkovića Thompsona na zagrebačkom hipodromu. Po službenim je procjenama na koncertu prisustvovalo 504 000 ljudi.
- 18. srpnja – Njemački kancelar Friedrich Merz i britanski premijer Keir Starmer sklopili vojni pakt koji bi uključivao neposrednu obrambenu suradnju.[32]
- 24. srpnja – Izbio oružani sukob Tajlanda i Kambodže u blizini hrama Ta Moan Thom. Poginulo je najmanje osam civila.[33]
- 29. srpnja – Potres kod Kamčatke 2025. magnitude Mw 8.8 u vodama kod istočne obale poluotoka Kamčatka, šesti je najjači potres ikad zabilježen u povijesti seizmologije.[34]
- 31. srpnja
  - Održan svečani vojni mimohod povodom 30. obljetnice VRO Oluja.[35]
  - Osmi hrvatski premijer Ivo Sanader pušten na slobodu.[36]

### Kolovoz
- 15. kolovoza – na Aljasci u gradu Anchorageu sastali se američki predsjednik Donald Trump i ruski predsjednik Vladimir Putin u cilju okončanja rata u Ukrajini. Mnogi mediji susret su ocijenili povijesnim.[37][38][39]

### Sport
- 14. siječnja – 2. veljače: Svjetsko prvenstvo u rukometu – Hrvatska, Danska i Norveška 2025.
- 18. – 20. travnja: Svjetski kup u vaterpolu 2025., superfinale
- 31. svibnja: Finale UEFA Lige prvaka 2025.
- 14. lipnja – 13. srpnja: FIFA Svjetsko klupsko prvenstvo 2025.
- 13. rujna – 21. rujna: Svjetsko prvenstvo u atletici 2025.

## Smrti

### Siječanj
- 2. siječnja – Ágnes Keleti, izraelsko-mađarska atletičarka (* 1921.)[40]
- 3. siječnja – Stipica Kalogjera, hrvatski skladatelj (* 1934.)[41]
- 4. siječnja – Ana Gligić, srpska virologinja (* 1934.)
- 7. siječnja – Veselko Koroman, hrvatski književnik i povjesničar književnosti (* 1934.)
- 16. siječnja
  - David Lynch, američki glumac i redatelj (* 1946.)[42]
  - Joan Plowright, engleska glumica (* 1929.)
- 17. siječnja – Denis Law, škotski nogometaš (* 1940.)
- 18. siječnja – Mirko Valentić, hrvatski povjesničar (* 1932.)
- 19. siječnja – Damir Terešak, hrvatski producent (* 1954.)
- 22. siječnja – Boris Ćiro Gašparac, hrvatski pjevač (* 1945.)
- 24. siječnja – Gianfranco Manfredi, talijanski kantautor, skladatelj, autor, scenarist, glumac i crtač (* 1948.)
- 25. siječnja – Dražen Dalipagić, bosanskohercegovački košarkaš (* 1951.)
- 30. siječnja – Marianne Faithfull, engleska pjevačica i glumica (* 1946.)

### Veljača
- 1. veljače – Horst Köhler, njemački predsjednik (* 1943.)
- 4. veljače – Maria Teresa Horta, portugalska spisateljica i pjesnikinja (* 1937.)
- 8. veljače – Sam Nujoma, namibijski predsjednik (* 1929.)
- 10. veljače – Silvija Szabo, hrvatska psihologinja (* 1941.)
- 12. veljače – Lukrecija Brešković, hrvatska glumica (* 1940.)
- 14. veljače – Davor Aras, hrvatski političar (* 1933.)
- 17. veljače – Jamie Muir, škotski slikar i glazbenik (* 1942.)
- 18. veljače
  - Marija Barbarić-Fanuko, hrvatska pjesnikinja (* 1936.)
  - Gene Hackman, američki glumac (* 1930.)
- 21. veljače – Sara Hribar, hrvatska redateljica i scenaristica (* 1986.)
- 24. veljače
  - Roberta Flack, američka pjevačica (* 1939.)
  - Vladis Vujnović, hrvatski astronom (* 1933.)
- 25. veljače – Milko Šparemblek, hrvatski baletan i koreograf (* 1928.)
- 26. veljače – Michelle Trachtenberg, američka glumica (* 1985.)
- 27. veljače
  - Melody Beattie, američka spisateljica (* 1948.)
  - Boris Spaski, ruski šahist (* 1937.)
- 28. veljače – David Johanssen, američki pjevač (* 1950.)

### Ožujak
- 1. ožujka – Vladimir Krpan, hrvatski pijanist (* 1938.)
- 8. ožujka – L.J. Smith, američka spisateljica (* 1958.)
- 16. ožujka – Andrej Lazarov, sjevernomakedonski nogometaš (* 1999.)
- 19. ožujka – Andrija Delibašić, crnogorski nogometaš (* 1981.)
- 21. ožujka – George Foreman, američki boksač (* 1949.)
- 25. ožujka – Denis Arndt, američki glumac (* 1939.)
- 29. ožujka – Richard Chamberlain, američki glumac (* 1934.)
- 30. ožujka – Marinko Colnago, hrvatski glazbenik (* 1942.)

### Travanj
- 1. travnja
  - Alfi Kabiljo, hrvatski skladatelj, dirigent, aranžer i producent (* 1935.)
  - Val Kilmer, američki glumac (* 1959.)
- 3. travnja – Margarita Xhepa, albanska glumica (* 1932.)
- 6. travnja – Clem Burke, američki glazbenik (* 1954.)
- 7. travnja – Raghbir Lal, indijski hokejaš na travi (* 1929.)
- 10. travnja – Leo Beenhakker, nizozemski nogometaš i trener (* 1942.)
- 13. travnja – Mario Vargas Llosa, peruansko-španjolski pisac (* 1936.)
- 14. travnja – Filip David, srbijanski književnik (* 1940.)
- 16. travnja – Dwayne Collins, američki košarkaš (* 1988.)
- 18. travnja – Nikola Pokrivač, hrvatski nogometaš (* 1985.)
- 19. travnja – Željko Vidaković, hrvatski rukometaš (* 1954.)
- 21. travnja – Franjo, papa Katoličke Crkve (* 1936.)
- 23. travnja – Fuad Mebaza, tuniški predsjednik (* 1933.)
- 26. travnja – Max Bolkart, njemački skakač skijaš (* 1932.)
- 28. travnja – Priscilla Pointer, američka filmska i televizijska glumica (* 1924.)

### Svibanj
- 1. svibnja – Larry Johnson, američki košarkaš (* 1954.)
- 4. svibnja – Jochen Mass, njemački vozač (* 1946.)
- 7. svibnja – Anthony Nunn, engleski hokejaš na travi (* 1927.)
- 11. svibnja – Robert Benton, američki scenarist i filmski redatelj (* 1932.)
- 12. svibnja – Vlastimil Hort, češki šahovski velemajstor (* 1944.)
- 14. svibnja – José Mujica, urugvajski predsjednik (* 1935.)
- 17. svibnja – Franco Merli, talijanski glumac (* 1956.)
- 19. svibnja – Aurora Clavel, meksička glumica (* 1936.)
- 20. svibnja
  - Nino Benvenuti, talijanski boksač (* 1938.)
  - Joan Harrison, južnoafrička plivačica (* 1935.)
- 21. svibnja – Mladen Horvat, hrvatski glumac (* 1961.)
- 28. svibnja
  - George Elwood Smith, američki fizičar (* 1930.)
  - Ngũgĩ wa Thiong'o, kenijski pisac (* 1938.)

### Lipanj
- 2. lipnja – Ivan Stančić, hrvatski glazbenik (* 1952.)
- 4. lipnja – Neven Šimac, hrvatski pravnik i prevoditelj (* 1943.)
- 7. lipnja – Milka Podrug-Kokotović, hrvatska glumica (* 1930.)
- 8. lipnja – Matija Dedić, hrvatski pijanist i skladatelj (* 1973.)
- 10. lipnja – Bujar Bukoshi, kosovski liječnik i političar (* 1947.)
- 11. lipnja – Brian Wilson, američki glazbenik, osnivač sastava The Beach Boys (* 1942.)
- 14. lipnja – Violeta Chamorro, nikaragvanska političarka (* 1929.)
- 20. lipnja – Ivar Giaever, američki fizičar (* 1929.)
- 23. lipnja – Jasmina Božinovska Živalj, redateljica i dugogodišnja urednica HRT-a (* 1957.)
- 24. lipnja – Alvaro Vitali, talijanski glumac (* 1950.)
- 26. lipnja
  - Renata Waldgoni, hrvatska arhitektica (* 1957.)
  - Lalo Schifrin, argentinski skladatelj i pijanist, autor glazbe „Nemoguće misije” (* 1957.)
- 30. lipnja – Luis Pascual Dri, argentinski kardinal (* 1927.)

### Srpanj
- 1. srpnja – Renato Baretić, hrvatski novinar i pjesnik (* 1963.)
- 2. srpnja – Julian McMahon, australski glumac (* 1968.)
- 3. srpnja
  - Diogo Jota, portugalski nogometaš (* 1996.)
  - Michael Madsen, američki glumac i pjesnik (* 1957.)
- 10. srpnja – Phil Mulloy, britanski animator (* 1948.)
- 13. srpnja – Muhammadu Buhari, nigerijski političar (* 1942.)
- 16. srpnja – Connie Francis, američka pjevačica i glumica (* 1938.)
- 17. srpnja – Felix Baumgartner, austrijski skakač i sportaš (* 1969.)
- 18. srpnja
  - Josip Pejaković, bosanskohercegovački glumac i pisac (* 1948.)
  - André Vingt-Trois, francuski kardinal (* 1942.)
- 22. srpnja – Ozzy Osbourne, engleski pjevač (* 1948.)
- 24. srpnja – Hulk Hogan, američki profesionalni hrvač (* 1953.)
- 27. srpnja
  - Milan Ivkošić, hrvatski novinar (* 1947.)
  - Horst Mahler, njemački odvjetnik i politički aktivist (* 1936.)
- 28. srpnja – Laura Dahlmeier, njemačka biatlonka (* 1993.)
- 29. srpnja – Paul Day, britanski pjevač (* 1956.)

### Kolovoz
- 5. kolovoza
  - Frank Mill, njemački nogometaš (* 1958.)
  - Jorge Costa, portugalski nogometaš (* 1971.)
- 9. kolovoza – Nina Erak, hrvatska glumica (* 1956.)
- 10. kolovoza – Saša Dmitrović, hrvatski knjižar i publicist, vlasnik najstarijeg hrvatskog antikvarijata.[43] (* 1968.)
- 11. kolovoza – Gabi Novak, hrvatska pjevačica (* 1936.)
- 13. kolovoza – Jakša Barbić, hrvatski pravnik  (* 1936.)
- 17. kolovoza – Terence Stamp, britanski glumac (* 1938)

## Obljetnice i godišnjice
- 1800. godišnjica rođenja sv. Lovre[44]
- 1700. godišnjica Prvog nicejskog sabora
- 1100. obljetnica Hrvatskoga Kraljevstva, odnosno stogodišnjica proslave tisućite obljetnice Hrvatskoga Kraljevstva 1925.
- 150. godišnjica početka Hercegovačkog ustanka 1875.
- Stogodišnjica Hrvatskoga lovačkog saveza
- Stogodišnjica uspostave biskupijskog sjedišta u Rijeci[45]
- Pedesetgodišnjica Proslave trinaest stoljeća kršćanstva u Hrvata

Nadnevci
- 7. veljače – Stogodišnjica smrti Josipa Kašmana
- 24. ožujka – Četiristogodišnjica smrti Nikole VI. Zrinskog
- 2. svibnja – Stogodišnjica smrti Antuna Branka Šimića
- 4. svibnja – Dvjestogodišnjica smrti Stjepana Korolije
- 17. svibnja – Stogodišnjica kanonizacije sv. Male Terezije
- 24. svibnja – Dvjestogodišnjica smrti Matije Petra Katančića
- 23. listopada – Dvjestogodišnjica rođenja Ivana Pavla Vlahovića
- 31. listopada – Dvjestogodišnjica rođenja Eugena Kvaternika
- 5. prosinca – Stogodišnjica smrti Josipa Pazmana
- 11. prosinca – Stogodišnjica ustanovljenja Svetkovine Krista Kralja